# Gornje Ladanje
Gornje Ladanje is een plaats in de gemeente Vinica in de Kroatische provincie Varaždin. De plaats telt 1013 inwoners (2001).